# Esakiopteryx volitans
Esakiopteryx volitans là một loài bướm đêm trong họ Geometridae.